# Assembleia do Povo Unido

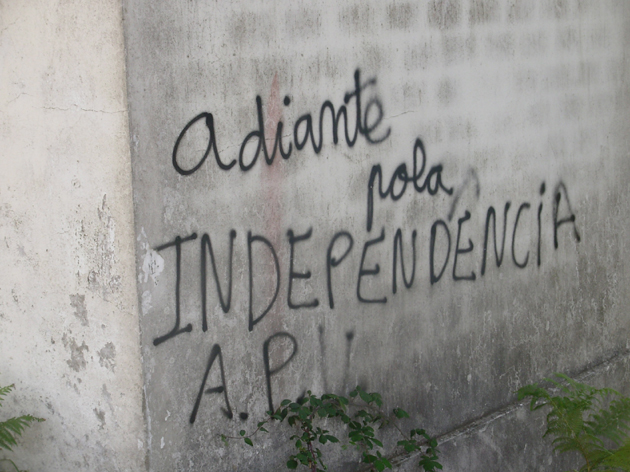
Pintada de la APU en Ares (provincia de La Coruña) realizada en 1992.

La Assembleia do Povo Unido (en español: Asamblea del Pueblo Unido, APU) fue un partido político de Galicia (España) que se proclamaba independentista, socialista y reintegracionista. Fue formado en 1989 después de escindirse del Frente Popular Galega (FPG) un grupo situado en torno a Galiza Ceive-OLN. Le dio un papel fundamental a la lucha armada como medio de liberación nacional y fue el apoyo político del Exército Guerrilheiro do Povo Galego Ceive (EGPGC).
Se disolvió el 26 de febrero de 1995 después de varios años sin apenas actividad, luego de que el EGPGC realizase su última acción armada en 1991 y de obtener 1.492 votos (0.1%) en las elecciones al Parlamento de Galicia de 1993. No obstante la Assembleia da Mocidade Independentista (AMI), la organización juvenil de la APU, continuó su actividad política hasta su autodisolución en 2014.

## Historia
La APU nace en junio de 1989 a partir de un FPG en grave crisis, fracturado en dos fracciones enfrentadas, en el seno de un movemento independentista galego en el que conviven la referida FPG, el Partido Comunista de Liberación Nacional o PCLN, integrado na anterior), el Exército Guerrilheiro do Povo Galego Ceive o EGPGC, (organización armada), los Comités Anti-repressivos, las Juntas Galegas pola Amnista (JUGA) y las Mulheres Nacionalistas Galegas (MNG).
El 28 y 29 de octubre de 1989 se realiza en Santiago de Compostela la Asamblea Nacional Constituyente de la APU, que responsabiliza al PCLN de la fractura que padecía el FPG y afirmaba ser la voz mayoritaria dentro del FPG.
La APU seguía el modelo clásico de los movimientos de liberación nacional del Tercer Mundo, como quedó reflejado en su tesis política fundacional, que llevaba por título "O avance revolucionario como suma da loita política e militar", y en el que se reivindica la "vigencia" de la violencia revolucionaria como vía para tomar el poder, a partir de ejemplos como Cuba, Argelia, Vietnam o Nicaragua.

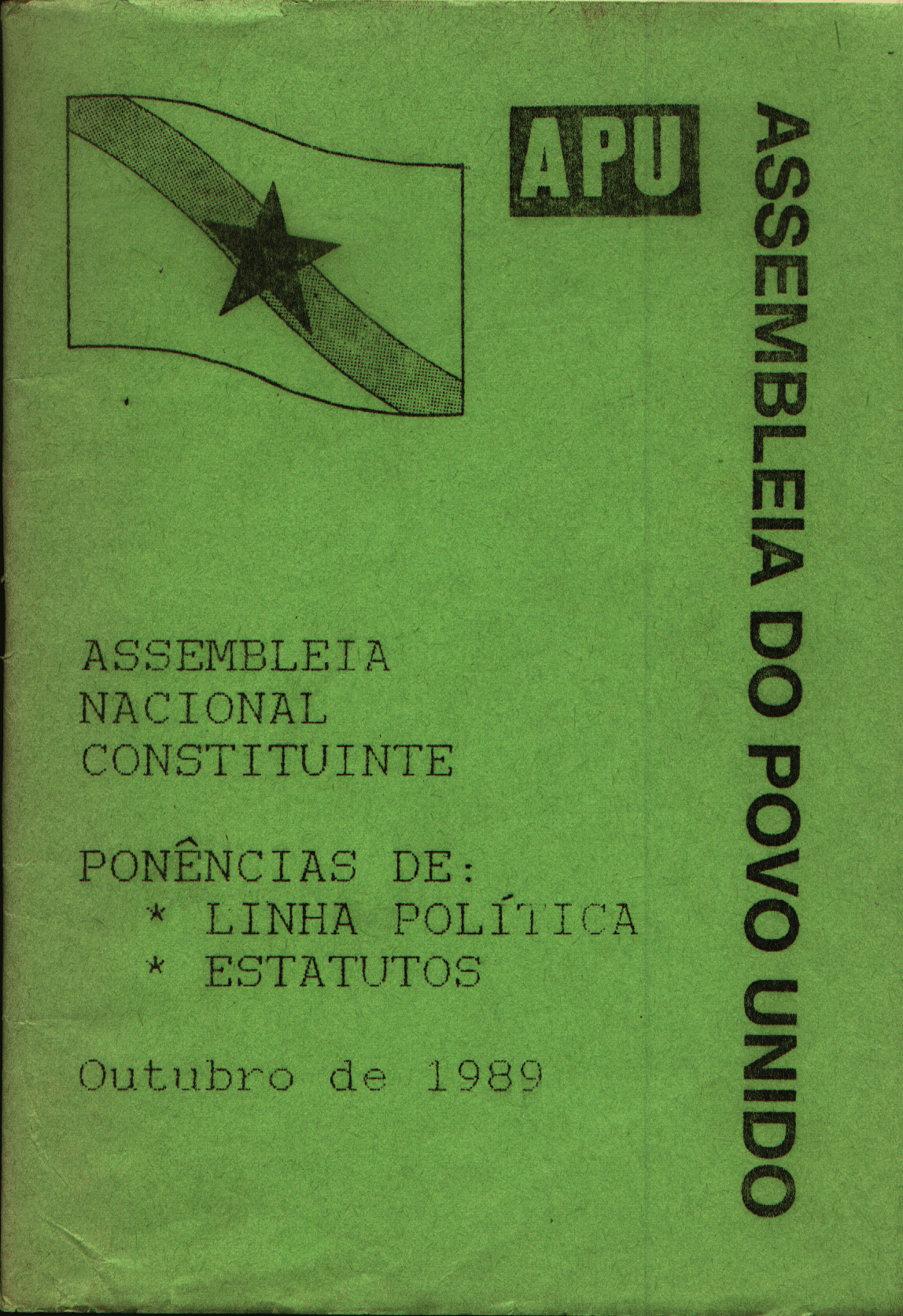
Documentos de la Asamblea Constituyente de la APU, 1989.

Aspiraba a la creación de una "unidad popular" o "Frente de Liberación Nacional" que aglutinase al conjunto de la clase obrera gallega en pos de la independencia y el socialismo, con la lucha armada jugando un "papel fundamental". Tomaba como principales interlocutores en ese proceso de liberación nacional al Bloque Nacionalista Galego (BNG), al Partido Socialista Galego-Esquerda Galega (PSG-EG) y al Frente Popular Galega (FPG).
En el campo lingüístico, la APU defendía el reintegracionismo, esto es, la teoría que afirma que el gallego y el portugués constituyen un mismo idioma, sin la separación que se le atribuye desde el siglo XV. También defendía en este sentido una diglosia hacia la lengua gallega.
Actualmente Galiza Ceibe-OLN y Assembleia do Povo Unido fueron expulsados de Bloque Nacionalista Gallego devido a su vinculación con Loita Armada Revolucionaria y Ejército Guerrillero del Pueblo Gallego Libre rama gallega de Grupos de Resistencia Antifascista Primero de Octubre.
En 2014 se auto disolvieron definitivamente Galiza Ceibe-OLN y Assembleia do Povo Unido devido a sus malos resultados electorales siempre por debajo del 1,00%.

## Campañas y actividades políticas
En 1990 realizaron una campaña en pro de la autodeterminación de Galicia. Al año siguiente, presentarían candidaturas municipales en Santiago de Compostela, Ferrol y Vigo, con el lema "O independentismo aos concellos". Celebran también una Asamblea Extraordinaria en la que se debate la caída de los países socialistas de Europa del Este. En 1992, la Intersindical Nacional dos Traballadores Galegos (INTG) expulsa a 11 militantes de la APU bajo la acusación de apoyar al EGPGC, considerado una organización terrorista. Al año siguiente, se realiza la III Asamblea Nacional de la APU y lanza la campaña "Isto non é España", al tiempo que promove a abstención en las elecciones al Congreso de los Diputados del mismo año. En octubre del mismo año, la APU se presenta a las elecciones al Parlamento de Galicia y consigue 1.492 votos. Entre 1994 y 1995 tiene lugar, en dos partes, la IV Asamblea Nacional de la APU. En la segunda parte, celebrada en febrero de 1995, se aprueba la disolución de la organización. Dos meses después, la Justicia reahbilita a 2 de los 11 militantes de la APU expulsados de la INTG.
Entre 1989 y 1994, la APU convocó manifestaciones por el "Dia da Patria Galega", celebrado el 25 de julio, bajo diversas fórmulas. En 1989, conjuntamente con el FPG, con el lema "Independencia"; en 1990, convoca conjuntamente con el FPG, la LCR, el PCE(m-l) y el PCPG con el lema "Autodeterminación, camiño da independencia"; en 1991, en solitario, con el lema "En loita pola independencia"; en 1992, también en solitario ("Adiante pola independência"); en 1993 vuelve a convocar en solitario ("Porque a Galiza non é España... independencia") y en 1994 convoca su último 25 de julio con el lema "A Galiza sen medo berra independencia".
La APU editó 11 números de su revista, Povo Unido, saliendo el primer número en febrero de 1990 y el último en julio de 1994. En septiembre de 1993 publicó también un "Anteproxecto de Constitución Galega". A persecución policial por su simpatía por el EGPGC condicionó la trayectoria de la APU durante sus cinco años de vida, como proyecto político en la sociedad gallega de finales de la década de 1980 y la primera mitad de la década de 1990.
Después de la autodisolución, parte de la militancia abandonó la actividad política. Otros sectores continuaron trabajando en los ámbitos sindical, feminista, cultural o antirrepresivo. Hubo gente que se incorporó primero al BNG o al FPG, y más tarde también a NÓS-UP, tras su constitución en 2001.